# سودرمانلاند

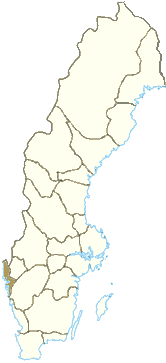
موقعیت سودرمانلاند در سوئد

سودرمانلاند (به سوئدی: Södermanland) یکی از استان‌های سوئد است که درسواحل جنوب شرقی این کشور واقع شده‌است. این استان با استان‌های اوسترگوتلاند، وستمانلاند، نرکه و اوپلاند و همچنین دریاچه مارلن و دریای بالتیک هم‌مرز است. نام سودرمانلاند به معنی سرزمین مردان جنوبی مطرح شده‌است. در حال حاضر سودرمانلاند ثروتمندترین استان در میان استان‌های سوئد است. این استان دارای زمینی نسبتاً مسطح است که در بالاترین نقطه ۱۲۴ متر با سطح دریا اختلاف دارد. جمعیت آن بر اساس آمار سال ۲۰۰۷ برابر با ۱٫۱۵۳٫۵۶۵ است.